# Chloroclystis perceptata
Chloroclystis perceptata là một loài bướm đêm trong họ Geometridae.